# Örjan Atterberg
Karl Magnus Örjan Atterberg, född 31 augusti 1943 i Stocksund, död 19 maj 1963 i Helsingfors, var en svensk racerförare av Formel Junior-klassen. 
Atterberg gjorde racingdebut 1963 med två segrar under den svenska isbanesäsongen och en femteplats i Skarpnäcksloppet. Han omkom under XXV Djurgårdsloppet i Helsingfors i Finland. Atterberg kom tvåa efter Picko Troberg i sitt kvalheat och stod i andra startled i finalen. På startrakan kolliderade Atterberg med en annan svensk förare, Freddy Kottulinsky, och hans bil slog runt. Djurgårdsloppet upplöstes efter Atterbergs olycka. Örjan Atterberg är gravsatt på Danderyds kyrkogård.